# Silvio Palli

Silvio Palli in divisa da tenente accanto ad un aereo

Silvio Paolo Palli (Casale Monferrato, 2 novembre 1896 – Orsago, 29 ottobre 1918) è stato un militare e aviatore italiano, distintosi durante la prima guerra mondiale e decorato con una medaglia d'argento e due di bronzo al valor militare. A lui e ai suoi fratelli Natale e Italo sono intitolati il Liceo e l’Aeroclub di Casale Monferrato.

## Biografia
Nacque a Casale Monferrato il 2 novembre 1896,  figlio dell'ingegnere Giovanni e della signora Francesca De Aglio.
Arruolatosi nel Regio Esercito come sottotenente di complemento, fu assegnato all'arma di artiglieria, in forza all'artiglieria pesante campale. Successivamente chiese, ed ottenne, di passare in forza al Servizio Aeronautico, divenendo allievo della scuola di volo "Gabardini" per allievi piloti militari, ottenendo il brevetto di pilota nel 1916, preceduto l'anno prima dal fratello maggiore Natale.
Nell'aprile 1916 fu assegnato in forza alla 47ª Squadriglia, dove volò a bordo dei Farman MF.11 in qualità di sottotenente osservatore sui cieli del Carso e della Macedonia. Nel novembre 1917 passò quindi in servizio alla 27ª Squadriglia, dove volò con il Savoia-Pomilio SP.3. A bordo di uno di essi (matricola 4642), pilotato dal sergente Carlo Fenocchio, fu abbattuto sul Grappa il 27 novembre dallo hauptmann Karl Nikitsch della Flik 39 che volava su un caccia Albatros D.III (matr. 153.71). Colpito al serbatoio del carburante, l'aereo effettuò un atterraggio di emergenza vicino a Cornuda.
Dal 14 ottobre 1918 passò in servizio alla 90ª Squadriglia, equipaggiata con i caccia Ansaldo S.V.A. 5.
Il 29 ottobre 1918, a pochi giorni dalla fine della Grande Guerra e con le truppe austro-ungariche attestate nella zona dell'alto Veneto e del Friuli, ma ancora resistenti all'assalto dei soldati italiani, vennero richieste alle squadriglie del battaglione aviatori numerose azioni di mitragliamento e bombardamento sulle posizioni austriache. Con il suo velivolo, insieme ad altri monoposto, effettuò una missione di mitragliamento contro le linee nemiche.
Portatosi sulle posizioni nemiche a bassissima quota, veniva fatto segno a un intenso fuoco di fucileria e artiglieria contraerea. Nonostante ciò persisteva nell'azione di mitragliamento e veniva colpito a morte, precipitando al suolo nella campagna nei pressi del paese di Orsago. Sepolto nel cimitero del paese, i cittadini incisero sulla sua tomba: Tenente Silvio Palli…morto…per la nostra liberazione.
A lui e ai suoi fratelli Natale e Italo sono intitolati il Liceo e l’Aeroclub di Casale Monferrato.

### Annotazioni
1. ↑  Istituita sull'aeroporto di Cameri (NO) alla fine del 1914.

### Fonti
1. ↑  Scheda sul sito del Comune di Orsago
2. 1 2  Mancini 1936, p. 478.
3. 1 2 3 4 5 6  Circolo del 53, Notiziario n.18 luglio 2005, p.4[collegamento interrotto].
4. 1 2 3  ANA Conegliano.
5. ↑  Il Monferrato.
6. ↑  Gentilli, Varriale 1999, pp. 159-161.
7. 1 2  Varriale 2012, p. 59.
8. ↑  Gentilli, Varriale 1999, pp. 209-211.
9. ↑  Gentilli, Varriale 1999, p. 291.
10. ↑  Gentilli, Varriale 1999, p. 477.
11. ↑  Casale News.
12. ↑   Bollettino ufficiale delle nomine, promozioni e destinazioni negli ufficiali e sottufficiali del R. esercito italiano e nel personale dell'amministrazione militare, 1920,  p. 2636. URL consultato il 2 dicembre 2019.